# Daniel Pegoraro
Daniel Pegoraro (Toronto, 13 gennaio 1984) è un ex hockeista su ghiaccio canadese naturalizzato italiano, di ruolo attaccante.

## Carriera
Pegoraro iniziò la sua carriera nel 2001 con la maglia dei St. Michael's Buzzers (OPJHL), per proseguire gli studi presso la Cornell University. Esordì nel 2006 in Central Hockey League, collezionando 128 punti in 139 partite disputate con i Bossier-Shreveport Mudbugs. In Italia approdò nella stagione 2008-09 con la maglia dell'Asiago Hockey Associazione Sportiva, totalizzando 33 presenze e 55 punti. Dopo l'esperienza in Serie A si trasferì per brevi esperienze in Norvegia con i Frisk Asker Ishockey ed in Svezia con l'Asplöven HC.

## Palmarès

### Club
- ECAC Hockey: 2

Cornell University: 2002-2003, 2004-2005